# Resolució 2346 del Consell de Seguretat de les Nacions Unides
La Resolució 2346 del Consell de Seguretat de les Nacions Unides fou adoptada per unanimitat el 23 de març de 2017. El Consell va ampliar el mandat de la Missió d'Assistència de les Nacions Unides a Somàlia (UNSOM) per dos mesos i mig, fins al 16 de juny de 2017.

## Observacions
El recentment elegit president somali Mohamed Abdullahi Mohamed va dir que les eleccions s'havien produït pacíficament i democràticament malgrat l'escepticisme. Per primera vegada a la història del seu país, un de cada tres diputats era una dona. També va dir que Al-Xabab era afeblit gràcies a l'exèrcit somali i a les tropes de l'AMISOM de la Unió Africana, però va afegir que només es podia assegurar Somàlia reconstruint completament l'exèrcit amb ajuda internacional.
El representant de la UA a Somàlia i al capdavant d'AMISOM, Francisco Caetano José Madeira, va afegir que el 80% del país havia estat recapturat a Al-Xabab i l'economia havia reviscolat. Els homes de l'exèrcit somali havien de ser degudament examinats, equipats, pagats i dirigits. El mandat AMISOM caducaria el 2018.
El ministre d'Afers Exteriors d'Etiòpia, Hirut Zemene, va dir que l'ONU i la comunitat internacional havien de proporcionar finançament estable a AMISOM perquè pogués "acabar el treball".
El representant suec va dir que havien de començar a preparar-se per a les pròximes eleccions l'any 2020 al més aviat possible. Les eleccions també havien de celebrar-se segons la planificació i segons el principi d'un vot per a una sola persona. També es va fer una referència a la imminent fam. L'ONU estava buscant 825 milions de dòlars per ajudar a 5.5 milions de persones. A més, Al-Xabab continuava representant una amenaça a la regió. El representant egipci va dir que es necessitaven més esforços regionals i internacionals per vèncer el grup terrorista.

## Contingut
Atès que les eleccions a Somàlia, que normalment haurien d'haver tingut lloc a l'agost de 2016, es retardaren, s'havia posposat una avaluació de la presència de les Nacions Unides al país fins que finalitzessin les eleccions. Les eleccions es van celebrar al febrer de 2017 i es van esperar els resultats de l'avaluació. Atès que el mandat de la UNSOM finalitzava el 31 de març i volien tenir prou temps per estudiar els resultats de l'avaluació, el mandat de la missió es va ampliar per un curt període, fins al 16 de juny de 2017.